# Tatiana Chvileva
Tatiana Nikiforovna Chvileva (en russe : Татья́на Ники́форовна Чвилёва), née le 7 janvier 1925 à Moscou et morte dans la même ville en mars 2000, est une géologue, minéralogiste, pétrographe et pétrologue soviétique et russe, candidate ès sciences géologiques et minéralogiques (1962), développeuse de nouvelles méthodes de diagnostic des minéraux, participant actif et auteur de la découverte d'un certain nombre de nouveaux minéraux. Elle est l'une des principales employées de l'Institut de minéralogie, de géochimie et de chimie cristalline des éléments rares de Moscou pendant 30 ans et autrice de nouvelles méthodes de détermination des minéraux. Les premiers travaux scientifiques sont réalisés sous la direction et en étroite collaboration de Marianna Bezsmertnaya, chercheuse principale, éminente spécialiste dans le domaine de l'étude microscopique des minerais dans la salle de microscopie des minerais.
Au cours des années 1970 et 1980, Tatyana Chvileva co-écrit la découverte de plusieurs nouveaux minéraux, principalement la bilibinskite, la vélikite, la bezsmertnovite, la gruzdevite et la hakite contenant du thallium. En 1988, un nouveau minéral polymétallique, la chvilevaite (russe : чвилеваит, чвилёваит), trouvé en Transbaïkalie, est nommé en l'honneur de Tatyana Chvileva ; sa composition est du ferrosulfure de sodium, de zinc et de cuivre de formule  Na(Cu,Fe,Zn)2S2. Par décision de l'Association minéralogique internationale, Tatyana Chvileva est incluse dans l'encyclopédie des géologues et minéralogistes célèbres du monde.
Tatiana Chvileva est l'auteur de cinq monographies et de plus de huit douzaines d'articles scientifiques. Elle a apporté une contribution significative au problème complexe du diagnostic des minerais et a amené la science nationale à un nouveau niveau[non neutre]. Depuis la fin des années 1980, ses monographies définitives servent de manuel aux étudiants des universités russes.

## Publications
- Spiridonov E., Bezsmertnaya M., Chvileva T., Bezsmertny V. Bilibinskite, Au3Cu2PbTe2, un nouveau gisement minéral d'or et de tellurure. — International Geology Review, 1979. Vol. 21. P. 1411–1415. (en)
- Spiridonov E.M., Chvileva T.N. (1982) Nouveau groupe de minéraux aurifères — groupe de bilibinskite (plumbo- et stibioplumbotellurures d'or. — IMA-82. 13th General. Meet, Varna, pag. 72 (en)
- Spiridonov E.M., Chvileva T.N., Badalov A.S. (1984) Colusite antimoine, Cu26V2As2Sb2Sn2S32, du gisement de Kairagach et sur les variétés de colusite. — Internaional Geology Review, V.H. Winston and Sons, Inc (United States), vol. 26, № 4, pag. 534-539 (en)
- Gruzdev V. S., Volgin V. Y., Spiridonov E. M., Kaplunnik L. N., Pobedimskaya Y. A., Chvileva T. N., Chernitsova N. M. (1988) Velikite Сu2HgSnS4 — le membre du mercure du groupe des stannites. — Мoscau: Maik Nauka. Éditions Interperiodica, Doklady Earth Sciences, vol. 300, pag. 432-435. (en)